# Ituporanga
Ituporanga é um município do estado de Santa Catarina, no Brasil. Localiza-se a uma latitude 27º 24' 52" sul e a uma longitude 49º 36' 9" oeste, estando a uma altitude de 360 metros. Sua população estimada em 2020 foi de 25.355 habitantes.
Ituporanga abastece 12% do mercado brasileiro e exporta cerca de duas mil toneladas de cebola para a Europa. Localiza-se no encontro das rodovias SC-427, SC-302 e SC-426, sendo possível o acesso à cidade por qualquer uma delas. A melhor opção é a SC-302, que pode ser acessada a partir da BR-282 ou a partir da BR-470, pela rota que leva a Rio do Sul.

## Toponímia
"Ituporanga" é um vocábulo tupi que significa "cachoeira bonita", através da junção do termos y'tu (cachoeira) e poranga (bonito).

## História
Ituporanga recebeu status de município pela lei estadual nº 247 de 30 de dezembro de 1948, com território desmembrado de Bom Retiro.